# M–SHORAD

Az M-SHORAD (Maneuver-Short Range Air Defense) egy kis hatótávolságú önjáró légvédelmi rendszer amelyet az amerikai hadsereg számára fejlesztett ki a Leonardo DRS vállalat. A hidegháború végével az amerikai hadsereg kis hatótávolságú légvédelmi képessége is leépült: az M163 önjáró légvédelmi gépágyúk és M6 Linebacker légvédelmi harcjárművek  kivonásra kerültek a 2000-es évekre, 2020-as évek elejére csupán a gyengén páncélozott Avanger légvédelmi járművek maradtak rendszerben erre a feladatkörre. Ennek a hiányosságnak a megszüntetésére született meg az M-SHORAD rendszer, amely egy Stryker A1 8x8-as páncélozott harcjárműre épül. Fegyverzete egy XM914 típusú gépágyúból, négy Stinger rakétából, valamint két Hellfire rakétából áll. A tűzvezetést elektrooptikai eszközök mellett egy AESA antennákkal felszerelt radarrendszer is segíti. A rendszer kiemelt feladata a drónok (UAS/UAV) elleni védekezés, amelyre elsősorban a gépágyú szolgál, amelyhez 2025-től programozható időzített és közelségi gyújtós lőszer is rendelkezésre áll majd a gyártó szerint.

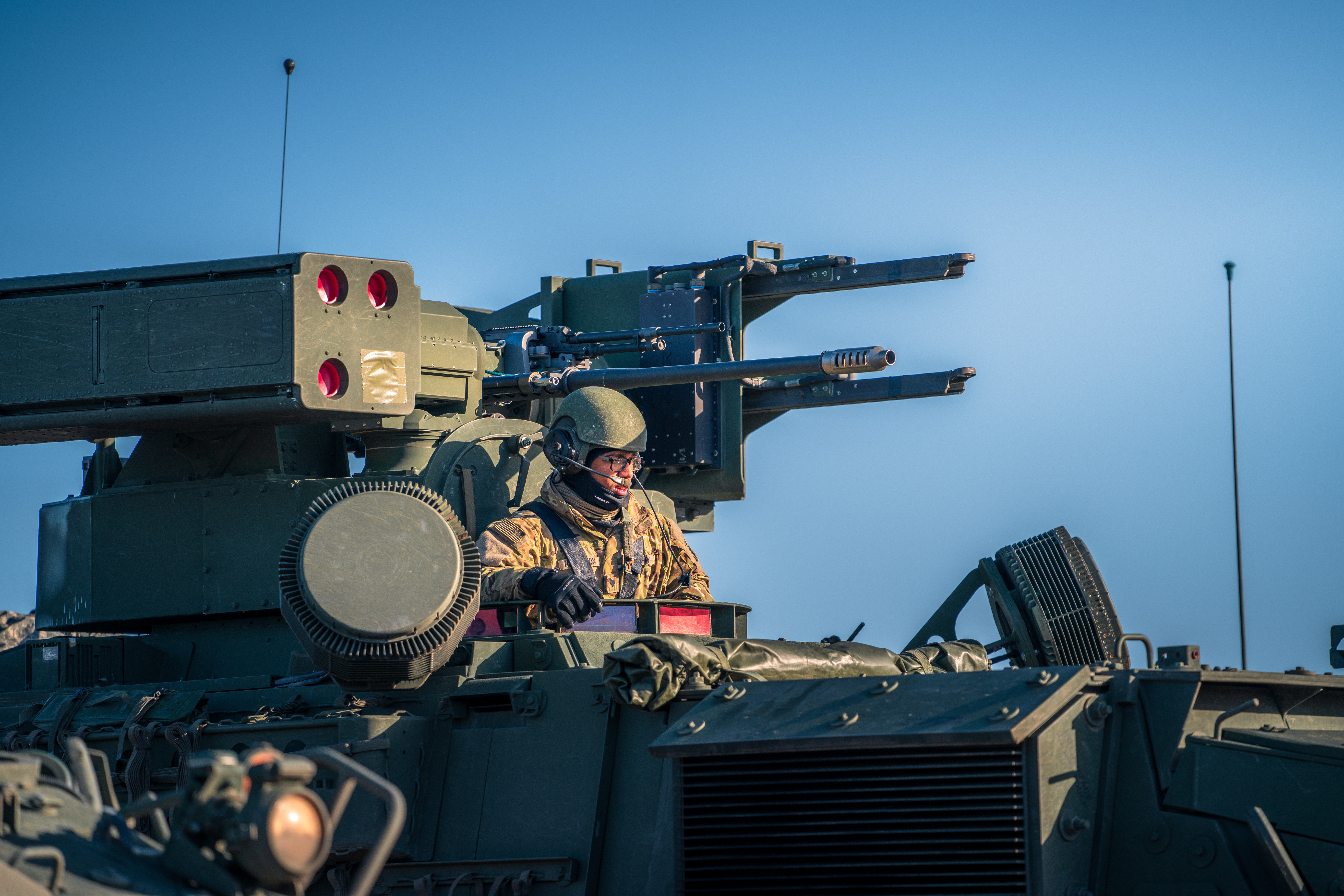
A M-SHORAD fegyverzete - a kerek "tányérok" az AESA radar antennái
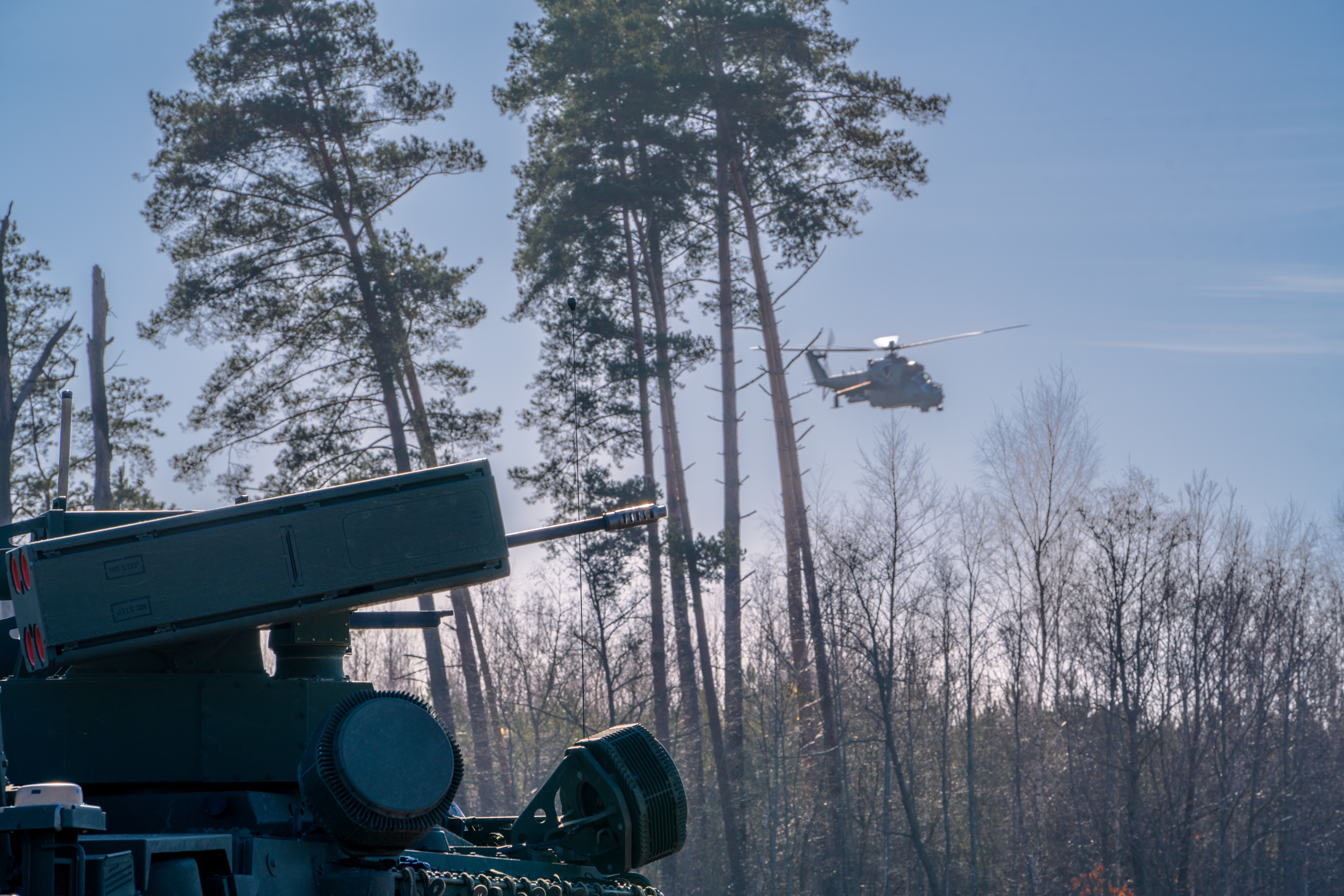
Potenciális ellenfelek: M-SHORAD és egy Mi-24 harci helikopter
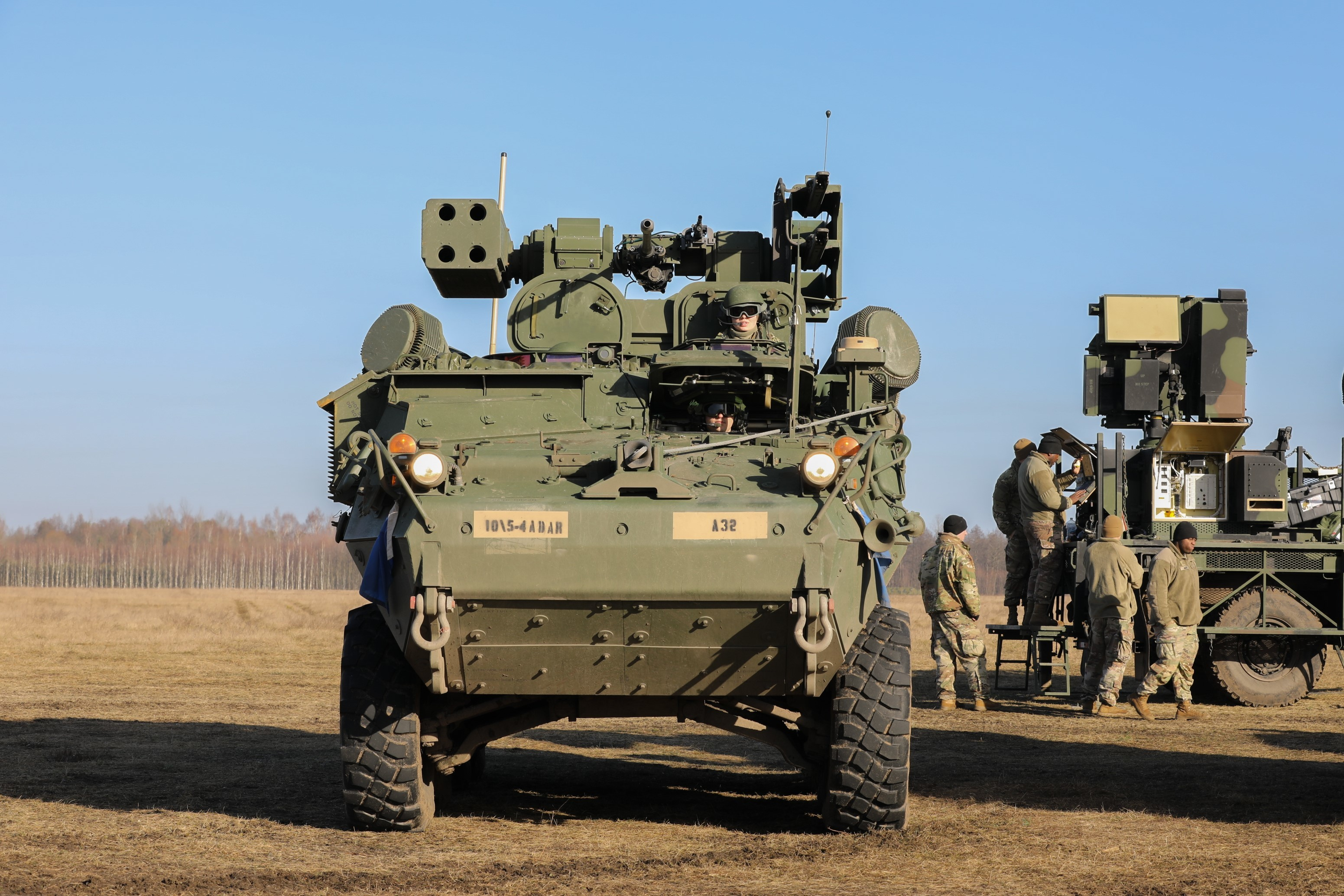
M-SHORAD szemből
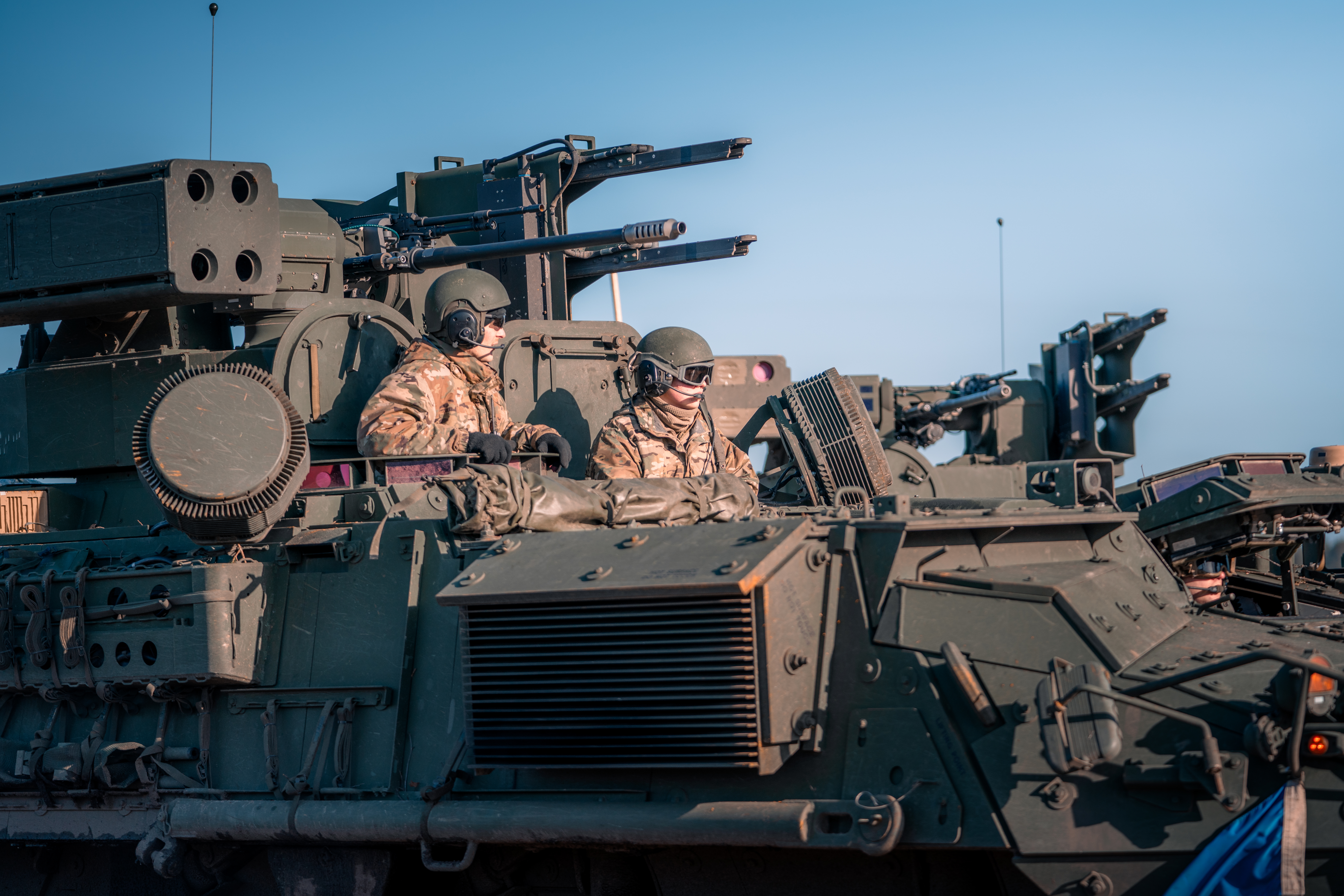
M-SHORAD menetben